# Hashima, Gifu
Hashima (japanska: 羽島市   ?, Hashima-shi) är en stad i Gifu prefektur i Japan. Staden fick stadsrättigheter 1954.

## Kommunikationer
I staden ligger Gifu-Hashima, den enda stationen i Gifu prefektur på Tōkaidō Shinkansen. Den ger prefekturen förbindelse med höghastighetståg till Tokyo och Shin-Osaka (Osaka).